# Международный аэропорт Пелотас
Международный аэропорт Пелотас, также известный как PET (IATA: PET, ICAO: SBPK), расположен в городе Пелотас, Бразилия.
Этот аэропорт получил своё название в честь Жуана Симоэнса Лопеса Нето, известного писателя, родившегося в 1865 году и прожившего до 1916 года в этом регионе.
Он находится под управлением компании CCR S.A.

## История
22 июня 1927 года город Пелотас стал свидетелем знаменательного события — первого официального коммерческого пассажирского рейса. Его организовала первая бразильская авиакомпания Varig, которая была основана всего месяцем ранее. Рейс проходил по маршруту Порту-Алегри – Пелотас – Рио-Гранде и осуществлялся на самолете-амфибии Dornier Wal. Примечательно, что посадка и взлет происходили на реке Пелотас. Однако уже в 1930 году на месте, где сегодня находится аэропорт, был построен небольшой терминал. Этот участок земли, заросший травой, стал свидетелем стремительного развития авиационного транспорта в регионе.
В 1935 году был официально открыт аэропорт, оснащённый всеми необходимыми удобствами. С тех пор он успешно функционирует.
В 1997 году была проведена масштабная реконструкция всего аэровокзального комплекса. В 1998 году был открыт новый терминал, а в 2001 году ему был присвоен статус международного.
Ранее аэропорт эксплуатировался Infraero. 7 апреля 2021 года CCR выиграла 30-летнюю концессию на эксплуатацию аэропорта.
Пелотас обычно служит конечной точкой в Бразилии для бразильских военно-воздушных сил во время их перелётов на бразильскую базу Коменданте Феррас.

## Авиакомпании и пункты назначения
Примечания:
a: Этот рейс организован LATAM Brasil с использованием оборудования Voepass.

## Несчастные случаи и инциденты
- 11 января 1949 года — самолёт SAVAG Lockheed Model 18-10-01 Lodestar, зарегистрированный как PP-SAC, потерпел крушение сразу после взлёта из Пелотаса, направляясь в Порту-Алегри. Все восемь пассажиров погибли. Вероятной причиной крушения стало загрязнение топлива[3].
- 12 апреля 1960 года — во время полёта из Пелотаса в Порту-Алегри в небе над Крузейру-ду-Сул потерпел крушение самолёт Varig Douglas C-53 с регистрационным номером PP-CDS. На борту находилось 22 человека — 21 пассажир и член экипажа. Из них 10 человек погибли[4][5].

## Расположение
Аэропорт находится в 8 километрах от центра города Пилотас.